# مقاطعات جنوب إفريقيا
 تنقسم جنوب إفريقيا إلى تسع مقاطعات. ففي الانتخابات العامة عام 1994، تم إعادة دمج التقسيمات السابقة في جنوب إفريقيا، والمعروفة أيضًا باسم البانتوستانات، وتم تقسيم المقاطعات الأربع آنذاك إلى تسع. وفي التعديلات الثاني عشر والثالث عشر والسادس عشر على الدستور تغيرت حدود سبعة من المقاطعات.

## التاريخ

المقاطعات وقت إنشاء الاتحاد في عام 1910

تأسس اتحاد جنوب إفريقيا عام 1910 من خلال الجمع بين أربعة مستعمرات بريطانية: مستعمرة كيب، ومستعمرة ناتال، ومستعمرة ترانسفال ومستعمرة نهر البرتقال. (كانت الأخيرتان -قبل حرب البوير الثانية- جمهوريتين مستقلتين تعرفان باسم جمهورية جنوب إفريقيا ودولة البرتقال الحرة.) أصبحت هذه المستعمرات المقاطعات الأربع الأصلية للاتحاد: مقاطعة كيب ومقاطعة ترانسفال ومقاطعة ناتال ومقاطعة البرتقال الحرة.

المقاطعات كما كانت في نهاية الفصل العنصري

بدأ الفصل بين السكان السود منذ عام 1913، حيث اقتصرت ملكية الأراضي من قبل الأغلبية السوداء على مناطق معينة بلغ مجموعها حوالي 13 ٪ من مساحة البلاد. من أواخر الخمسينيات، تم دمج هذه المناطق تدريجيا في «الأوطان»، وتسمى أيضا «البانتوستانات». تم تأسيس أربعة من هذه الأوطان كدول قومية شبه مستقلة للسكان السود خلال عهد الفصل العنصري. في عام 1976، كان وطن ترانسكي أول من يقبل الاستقلال عن جنوب إفريقيا، وعلى الرغم من أن هذا الاستقلال لم يعترف به أي بلد آخر، إلا أن ثلاثة أوطان أخرى  –  بوفوتاتسوانا (1977) وفندا (1979) وسيسكي (1981)  –  قد تبعته.
في 27 أبريل 1994، وهو تاريخ أول انتخابات غير عنصرية واعتماد الدستور المؤقت، تم حل جميع هذه المقاطعات والأوطان، وأنشئت تسع مقاطعات جديدة. تم تعيين حدود هذه المقاطعات في عام 1993 من قبل لجنة ترسيم الحدود التي أنشأتها مفاوضات إنهاء الفصل العنصري (كوديسا)، وكانت تستند على نطاق واسع إلى مناطق التخطيط التي حددها بنك التنمية للجنوب الأفريقي في الثمانينيات، وتم دمجها من الدوائر القضائية الحالية، مع بعض التنازلات للأحزاب السياسية التي ترغب في تعزيز قواعد سلطتها، عن طريق نقل المناطق بين المقاطعات المقترحة.

## الحكومة

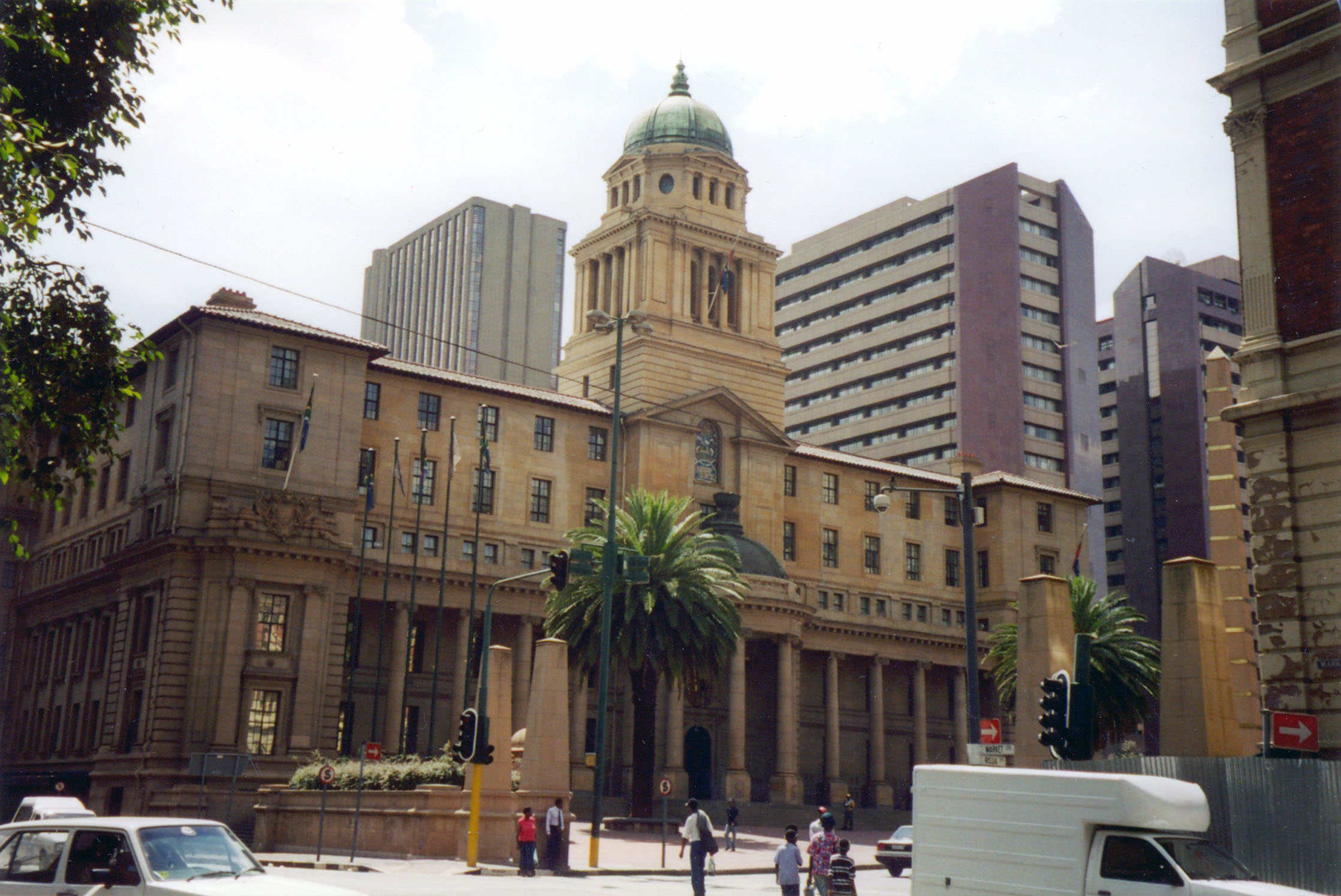
قاعة مدينة جوهانسبرج، التي أصبحت الآن مقر الهيئة التشريعية لمقاطعة غوتنغ

تُحكم مقاطعات جنوب إفريقيا بطرق مختلفة، على المستوى الوطني والإقليمي والمحلي.
على المستوى الوطني، يوجد المجلس الوطني للمقاطعات، وهو أحد مجلسي البرلمان. ثم هناك حكومة المقاطعة، وتحت ذلك توجد إدارة البلديات الحضرية والبلدية.

### المجلس الوطني للمقاطعات
يوجد في جنوب إفريقيا مجلسان للبرلمان: الجمعية الوطنية والمجلس الوطني للمقاطعات. والثاني موجود لضمان حماية مصالح كل مقاطعة في القوانين التي تقرها الجمعية الوطنية.
ترسل كل مقاطعة من مقاطعات جنوب إفريقيا التسعة 10 ممثلين إلى المجلس الوطني للمقاطعات. ستة من هؤلاء أعضاء دائمون في المجلس، وأربعة منهم مندوبون خاصون.

### حكومة المقاطعة
يحكم كل مقاطعة هيئة تشريعية مؤلفة من مجلس واحد. يتناسب حجم الهيئة التشريعية مع عدد السكان، حيث يتراوح عددهم بين 30 عضوًا في الكاب الشمالية و80 شخصًا في كوازولو ناتال. يتم انتخاب الهيئات التشريعية كل خمس سنوات بنظام التمثيل النسبي في قائمة الأحزاب؛ عن طريق الاتفاقية، يتم انتخابهم جميعًا في نفس اليوم، في نفس الوقت الذي يتم فيه انتخاب الجمعية الوطنية.
ينتخب المجلس التشريعي بالمقاطعة من بين أعضائه رئيس مجلس الوزراء، وهو رئيس السلطة التنفيذية. يختار رئيس الوزراء مجلسًا تنفيذيًا يتألف من خمسة إلى عشرة أعضاء في الهيئة التشريعية، وهو مجلس وزراء حكومة المقاطعة. أعضاء المجلس التنفيذي (MECs) يعادلون الوزراء على المستوى المحلي.
تقتصر صلاحيات حكومة المقاطعة على مواضيع محددة مدرجة في الدستور الوطني. في بعض هذه المواضيع -على سبيل المثال الزراعة والتعليم والصحة والإسكان العام- يتم تقاسم سلطات المقاطعة مع الحكومة الوطنية، والتي يمكن أن تضع معايير وأُطُر موحدة لحكومات المقاطعات لاتباعها؛ أما في مواضيع أخرى فتتمتع حكومة المقاطعة بسلطة حصرية.
ليس للمقاطعات أنظمة محاكم خاصة بها، حيث إن إقامة العدل هو مسؤولية الحكومة الوطنية.

## أسماء مقاطعات جنوب افريقيا
| المقاطعة                 | الاسم في اللغة المحلية                    | العاصمة                                        | أكبر المدن     | المساحة:9                             | السكان (2011):18 | كثافة سكانية (2011)                 | مؤشر التنمية البشرية (2003) |
| ------------------------ | ----------------------------------------- | ---------------------------------------------- | -------------- | ------------------------------------- | ---------------- | ----------------------------------- | --------------------------- |
| Eastern Cape             | iMpuma-Koloni (اللغة الكوسية)             | Bhisho (Bisho)                                 | Port Elizabeth | 168,966 كيلومتر مربع (65,238 ميل2)    | 6,562,053        | 38.8 لكل كيلومتر مربع (100/ميل2)    | 0.62                        |
| Free State               | Freistata (اللغة السوتية)                 | Bloemfontein                                   | Bloemfontein   | 129,825 كيلومتر مربع (50,126 ميل2)    | 2,745,590        | 21.1 لكل كيلومتر مربع (55/ميل2)     | 0.67                        |
| Gauteng                  | eGoli (Zulu)                              | Johannesburg                                   | Johannesburg   | 18,178 كيلومتر مربع (7,019 ميل2)      | 12,272,263       | 675.1 لكل كيلومتر مربع (1,749/ميل2) | 0.74                        |
| KwaZulu-Natal            | iKwaZulu-Natali (Zulu)                    | Pietermaritzburg ‡                             | Durban         | 94,361 كيلومتر مربع (36,433 ميل2)     | 10,267,300       | 108.8 لكل كيلومتر مربع (282/ميل2)   | 0.63                        |
| Limpopo                  | Limpopo (اللغة السوثو الشمالية)           | Polokwane (Pietersburg)                        | Polokwane      | 125,754 كيلومتر مربع (48,554 ميل2)    | 5,404,868        | 43.0 لكل كيلومتر مربع (111/ميل2)    | 0.59                        |
| Mpumalanga               | iMpumalanga (لغة سوازي)                   | Mbombela (Nelspruit)                           | Mbombela       | 76,495 كيلومتر مربع (29,535 ميل2)     | 4,039,939        | 52.8 لكل كيلومتر مربع (137/ميل2)    | 0.65                        |
| North West               | Bokone Bophirima (اللغة التسوانية)        | Mahikeng (Mafikeng)                            | Klerksdorp     | 104,882 كيلومتر مربع (40,495 ميل2)    | 3,509,953        | 33.5 لكل كيلومتر مربع (87/ميل2)     | 0.61                        |
| Northern Cape            | Noord-Kaap (اللغة الأفريقانية)            | Kimberley                                      | Kimberley      | 372,889 كيلومتر مربع (143,973 ميل2)   | 1,145,861        | 3.1 لكل كيلومتر مربع (8.0/ميل2)     | 0.69                        |
| Western Cape †           | Wes-Kaap (اللغة الأفريقانية)              | Cape Town                                      | Cape Town      | 129,462 كيلومتر مربع (49,986 ميل2)    | 5,822,734        | 45.0 لكل كيلومتر مربع (117/ميل2)    | 0.77                        |
| Republic of South Africa | iRiphabhuliki yaseNingizimu Afrika (Zulu) | Pretoria, Cape Town, Bloemfontein[بحاجة لمصدر] | Johannesburg   | 1,220,813 كيلومتر مربع (471,359 ميل2) | 51,770,560       | 42.4 لكل كيلومتر مربع (110/ميل2)    | 0.67                        |

الحواشي:
† هذه الإحصاءات لا تشمل جزر الأمير إدوارد (335 كيلومتر مربع (129 ميل2) ، مع عدم وجود المقيمين الدائمين)، والتي هي أقاليم جنوب أفريقيا في جنوب المحيط الهندي (شبه القطب الجنوبي) ولكن جزء من كيب الغربية لأغراض قانونية وانتخابية.
‡ بيترماريتسبورج وأولوندي كانت عاصمتان مشتركتان لكوازولو ناتال من 1994 إلى 2004.

### اختصارات المقاطعات
| المحافظة | HASC   | ISO | FIPS | CSS | تقليدي |
| --- | ------ | --- | ---- | --- | ------ |
| Eastern Cape الرأس الشرقي | ZA.EC  | EC  | SF05 | 02  | EC     |
| Free State الولاية الحرة | ZA. FS | FS  | SF03 | 04  | FS     |
| Gauteng غوتنغ | ZA. GT | GT  | SF06 | 07  | GP     |
| KwaZulu-Natal كوازولو ناتال | ZA. NL | NL  | SF02 | 05  | KZN    |
| Limpopo ليمبوبو | ZA. NP | LP  | SF09 | 09  | LP     |
| Mpumalanga مبومالانغا | ZA. MP | MP  | SF07 | 08  | MP     |
| Northern Cape كيب الشمالية | ZA. NC | NC  | SF08 | 03  | NC     |
| North-West الشمال الغربي | ZA. NW | NW  | SF10 | 06  | NW     |
| Western Cape الرأس الغربي | ZA.WC  | WC  | SF11 | 01  | WC     |
| ملاحظات HASC: رموز التقسيم الإداري الهرمي ISO: رموز المقاطعة من ISO 3166-2. للتعرف الكامل في سياق عام، بادئة "ZA-" إلى الكود FIPS: رموز من FIPS PUB 10-4، وهو معيار حكومي أمريكي. CSS: رموز المقاطعات المستخدمة من قبل دائرة الإحصاء المركزية بجنوب إفريقيا. |        |     |      |     |        |

## التقسيمات الإدارية السابقة
| المحافظة                      | عاصمة                                           | ذروة السكان |
| ----------------------------- | ----------------------------------------------- | ----------- |
| رأس الرجاء الصالح (1910–1994) | كيب تاون                                        | 6125335     |
| ناتال (1910–1994)             | بيترماريتزبرج                                   | 2430753     |
| Orange Free State (1910–1994) | بلومفونتين                                      | 2193062     |
| ترانسفال (1910–1994)          | بريتوريا                                        | 9491265     |
| أوطان                         | عاصمة                                           | ذروة السكان |
| بوفوتاتسوانا (1977-1994)      | من Mmabatho                                     | 1478950     |
| سيسكي (1972-1994)             | بيشو                                            | 677920      |
| جازانكولو (1971-1994)         | Giyani                                          | 954771      |
| كانغواني (1981-1994)          | Louieville </br> شومانسدال (بحكم الواقع)        | 779240      |
| كونديبيل (1981-1994)          | KwaMhlanga                                      | 404246      |
| كوازولو (1981-1994)           | نونغوما (حتى عام 1980) </br> أولندي (1980-1994) | 5524774     |
| ليبوا (1972-1994)             | Lebowakgomo                                     | 2740587     |
| QwaQwa (1974-1994)            | Phuthaditjhaba                                  | 342886      |
| ترانسكي (1976-1994)           | امتاتا                                          | 2323650     |
| فندا (1979-1994)              | ثوهوياندو                                       | 558797      |
| ولايات                        | عاصمة                                           | ذروة السكان |
| جنوب غرب أفريقيا              | ويندهوك                                         | 1415000     |

الحواشي:
† الدول التي كان الوطن فيها شبه مستقل.